# 社長千一夜
『社長千一夜』（しゃちょうせんいちや）は、1967年1月1日に東宝系で公開された日本映画。カラー。シネマスコープ。

## 概要
『社長シリーズ』第26作。3年後に開催される日本万国博覧会の準備に追われる「庄司観光」を舞台に、東京～大阪～九州を股にかけて繰り広げられる。
本作から社長秘書役で黒沢年男（現：年雄）が出演、シリーズ後期の顔になる。
なお「元日公開」というのは、シリーズでは最初で最後である。

## スタッフ
- 製作：藤本真澄
- 脚本：笠原良三
- 監督：松林宗恵
- 撮影：長谷川清
- 照明：石井長四郎
- 美術：村木忍
- 録音：矢野口文雄
- 音楽：宅孝二
- 編集：岩下広一
- スチール：吉崎松雄

## 出演者
- 庄司啓太郎（「庄司観光」社長）：森繁久彌
- 庄司邦子（啓太郎の妻）：久慈あさみ
- 金井鉄之介（「庄司観光」常務）：加東大介
- 金井ふく子（鉄之介の妻）：東郷晴子
- 木村信吾（「庄司観光」開発部長）：小林桂樹
- 木村澄江（信吾の妻）：司葉子
- 木村松子（信吾の母）：英百合子
- 飛田弁造（「庄司観光」大阪支社長）：三木のり平
- ペケロ・ドス・荒木（ブラジルの富豪）：フランキー堺
- 小川次郎（「庄司観光」社長秘書）：黒沢年男
- 鈴子（キャバレー「アカプルコ」のママ）：新珠三千代
- はる美（芸者）：藤あきみ
- 大野由紀子（「庄司観光」臨時秘書）：原恵子
- 吉田：大友伸
- 会社幹部A：土屋詩朗
- 会社幹部B：手塚勝巳
- ホステス：田辺和佳子
- 女中A：佐渡絹代
- 女中B：杉浦千恵

## ロケ地
- 別府
- 島原
- 熊本

## 同時上映
『レッツゴー!若大将』
- 脚本：田波靖男／監督：岩内克己／主演：加山雄三
- 『若大将シリーズ』第9作。『若大将』とのカップリングは唯一。
- なお、本作の劇中でも、小川秘書のメモに加山の歌の歌詞が書かれていたり、ペケロが「僕ァ、幸せだなァ」「お嫁においで」と言うなど、明らかに『若大将』をイメージしたシーンが登場する。